# Józef Trypućko
Józef Trypućko (ur. 7 lipca 1910 w Malinowszczyźnie, zm. 21 lipca 1983 w Uppsali) – językoznawca, slawista, tłumacz. 

## Życiorys
Był synem Grzegorza Trypućko i Matyldy Strell. Został magistrem w roku 1934 w Uniwersytecie Wileńskim. W roku 1936 zaczął wykładać język polski w Uniwersytecie Helsińskim, jego stanowisko finansowane było przez Polskę i dlatego zakończyło się, gdy wybuchła druga wojna światowa. Od 1939 w Szwecji, od 1940 związany z uniwersytetem w Uppsali. W roku 1947 uzyskał stopień doktorski na podstawie rozprawy Słowiańskie przysłówki liczebnikowe typu stcsł. dvašdi, trišti. Od 1966 profesor, w latach 1966–1977 dyrektor instytutu języków słowiańskich. Badacz polskiego języka literackiego XIX wieku (m.in. języka Adama Mickiewicza i Władysława Syrokomli). Był także bibliografem (Bibliografi över svenska polonica 1918–1939 'bibliografia szwedzkich poloników', tom 1–2 1955); Ten Years of Polish Linguistics („Studia Slavica Uppsalensia” 1973). Był autorem słowników: szwedzko-polskiego i polsko-szwedzkiego, tworzył przekłady z literatury polskiej (m.in. utworów Bolesława Prusa). We współpracy z profesorem Gunnarem Gunnarssonem opublikował podręczniki do nauki języka polskiego, między innymi: Polsk läsebok (1944), Polsk grammatik (1946), Polska för nybörjare (1947).
Od roku 1958 był członkiem Kungliga Humanistiska Vetenskapssamfundet i Uppsala („Królewskie humanistyczne stowarzyszenie naukowe w Uppsali”). 
W roku 1937 zawarł małżeństwo z Heleną Swiłło, urodzoną w 1916, córką Franciszka Swiłły i Heleny Ziemackiej. Ich córka Margareta urodziła się w 1939.

## Nawiązania literackie
Jako erudyta stał się bohaterem wiersza Andrzeja Waligórskiego Kompleks Trypućki